# Pinselspur
Die Pinselspur ist die Struktur, die der Pinsel beim Malen auf der Bildoberfläche hinterlässt.
Anhand der Pinselspur kann der Kunsthistoriker vieles über den Maler erfahren, auch wenn das Bild nicht signiert ist: Anhand der Pinselspur ist erkennbar in welchem Jahrhundert ein Bild gemalt wurde; man kann erkennen, in welcher Maltechnik es entstand und in welchen Malschichten das Bild angelegt wurde. 
Pinselspuren sind auch unter der Bildoberfläche von Bedeutung, da sie dem Gemälde eine gewisse Räumlichkeit geben können. Ferner wird anhand der Röntgenaufnahmen der Pinselspuren der vormalige Bildaufbau erkennbar.